# Comitato di Sirmia
Il comitato di Sirmia (in ungherese Szerém vármegye, in serbo Сремска жупанија o Sremska županija, in croato Srijemska županija) è stato un antico comitato del Regno d'Ungheria, il cui territorio è oggi diviso tra la Croazia orientale e la Serbia nordoccidentale. Il comitato apparteneva al regno autonomo di Croazia e Slavonia; suo capoluogo era Vukovár, oggi nota con la grafia croata di Vukovar.

## Geografia fisica
Il comitato di Sirmia confinava a sud con la Bosnia ed Erzegovina (austriaca), nonché con gli altri comitati di Bács-Bodrog, Torontál, Pozsega e Verőce (gli ultimi due facenti parte della Croazia-Slavonia). Il territorio del comitato corrispondeva alla regione storico-geografica della Sirmia, nettamente delimitata dai fiumi Danubio (a nord e ad est) e Sava (a sud).

## Storia
In seguito alla prima guerra mondiale il comitato fu sciolto e col Trattato del Trianon (1920) passò al Regno dei Serbi, Croati e Sloveni (poi trasformatosi in Regno di Jugoslavia). Dal 1991, anno della dissoluzione della Jugoslavia, il territorio dell'antico comitato è diviso tra la Croazia (contea di Vukovar e della Sirmia) e la Serbia (Voivodina).